# Impacto cultural de Madonna
Desde o início de sua carreira, no início dos anos 1980, a cantora e compositora estadunidense Madonna tem um impacto sociocultural no mundo através de suas gravações, atitudes, roupas e estilo de vida. Chamada de "Rainha do Pop", Madonna é rotulada por autores internacionais como a maior mulher da música, bem como a artista feminina mais influente e icônica de todos os tempos.

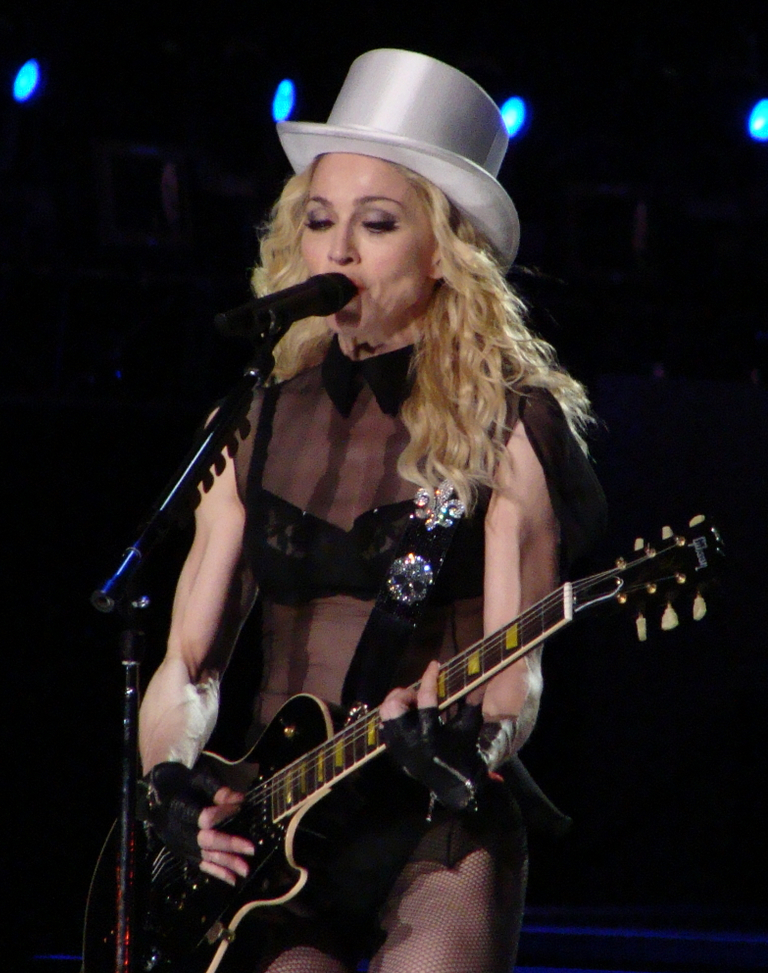
Madonna tocando guitarra durante a turnê Sticky & Sweet, em 2008.

Um ícone cultural global, Madonna construiu um legado que vai além da música e foi estudada por sociólogos, historiadores e outros cientistas sociais. Seu impacto é frequentemente comparado com o dos Beatles e Elvis Presley; eles são os atos mais vendidos de todos os tempos na categoria geral, solo masculino e feminino, respectivamente. Madonna é uma figura-chave na música popular; Os críticos creditaram retrospectivamente sua presença, sucesso e contribuições, abrindo o caminho para toda artista feminina e mudando para sempre o cenário musical das mulheres na história da música, bem como das estrelas pop de hoje. Até mesmo revisões de seu trabalho serviram como um roteiro para examinar as mulheres em cada estágio de sua carreira musical.
Madonna é o primeiro ícone pop multimídia da história e os profissionais concordam que ela se tornou o maior e mais socialmente importante ícone pop do mundo, além de ser o mais controverso. No entanto, alguns intelectuais, como o francês Georges Claude Guilbert, consideram que ela tem maior importância cultural, como um mito, que tem aparente universalidade e atemporalidade.
Referências a Madonna na cultura popular são encontradas nas artes, na comida, na ciência e em cada ramo do entretenimento. Em um sentido geral, o jornalista Peter Robinson observou que "Madonna inventou a fama pop contemporânea, para que haja um pouco dela no DNA de todas as coisas pop modernas". No entanto, ela não é apenas uma figura onipresente, mas também uma figura polarizadora. Durante sua carreira, Madonna atraiu atenção social cultural contraditória de organizações familiares, "anti-pornografia" feminista e grupos religiosos em todo o mundo, com boicotes e protestos.

## Impacto cultural e social
Madonna tem sido descrita como um personagem "onipresente" e um dos nomes e rostos mais reconhecíveis do mundo. Tetzlaff sentiu que "o poder da onipresente Madonna tem a ver com hiper-realidade, mas com uma acumulação infinita de simulacros, uma superabundância de informações". O jornalista Quico Alsedo, do El Mundo, na Espanha, sentiu que Madonna construiu uma nação, sem terra, mas densamente povoada. O crítico de música T. Cole Rachel, afirmou em 2015, que "existe uma probabilidade aproximada de 100% de que qualquer ser humano com idade superior a, digamos, 25 anos tenha algum tipo de memória específica relacionada à Madonna ... Mesmo que você não seja um super fã — ou mesmo fã — não há como escapar de Madonna. Ela está em todo lugar".
Em seu livro Madonna As Postmodern Myth (2002), o acadêmico francês Georges Claude Guilbert explica como Madonna reflete a sociedade atual, enquanto William Langley, do Daily Telegraph, sente que "Madonna mudou a história social do mundo, fez mais coisas que pessoas mais diferentes do que qualquer outra pessoa provavelmente". A poeta americana Jane Miller compara suas funções como arquétipo diretamente dentro da cultura contemporânea com a Madona Negra. O professor John R. May conclui que Madonna é uma "gesamtkunstwerk" contemporânea, e o acadêmico Sergio Fajardo a rotula como "um símbolo muito poderoso". O estudioso Belén González Morales, da Universidade Autônoma de Barcelona, comentou: "'A dissecção infinita' de Madonna é como um corpo paradigmático da era global que emana uma tremenda quantidade de significados ... Madonna tornou-se um artefato cultural. Strawberry Saroyan afirma que a cantora é contadora de histórias e pioneira cultural, e enfatiza que o importante é sua mensagem: "E todas essas coisas foram brilhantemente únicas. A capacidade de Madonna de levar sua mensagem além da música e impactar a vida das mulheres tem sido seu legado".
Os autores observam que Madonna provou ser uma mestre da apropriação cultural. Ela também é considerada "um barômetro da cultura que direciona a atenção para mudanças culturais, lutas e mudanças". A American Library Association, em uma resenha do livro do jornalista musical Adam Sexton Desperately Seeking Madonna: In Search of the Meaning of the World's Most Famous Woman, observa: "Ame-a ou odeie-a, Madonna é uma figura inescapável na paisagem cultural contemporânea". A musicóloga Susan McClary sugere que Madonna está envolvida em reescrever alguns níveis muito fundamentais do pensamento ocidental. Uma acadêmica da Universidade de Lehigh expressou que ela está por trás de todas as pessoas e as ajuda a lutar contra o ostracismo na sociedade. Um colaborador da empresa Spin Media sentiu que "Madonna mudou a sociedade através de sua ambição ardente e falta de vontade de se comprometer". A professora Karlene Faith afirmou que a peculiaridade de Madonna é que ela viajou tão livremente por tantos terrenos culturais. Ela tem sido uma figura de 'culto' nas subculturas autopropulsoras assim que se tornou maior". Ela também concluiu que, como fãs, críticos morais, jornalistas da mídia ou estudiosos da universidade, meditamos o que Madonna significa para a nossa sociedade. Em geral, os radicais acadêmicos transformaram Madonna na "sistema doméstico", mais notável nos anos 90.

### Apropriação da hispânica

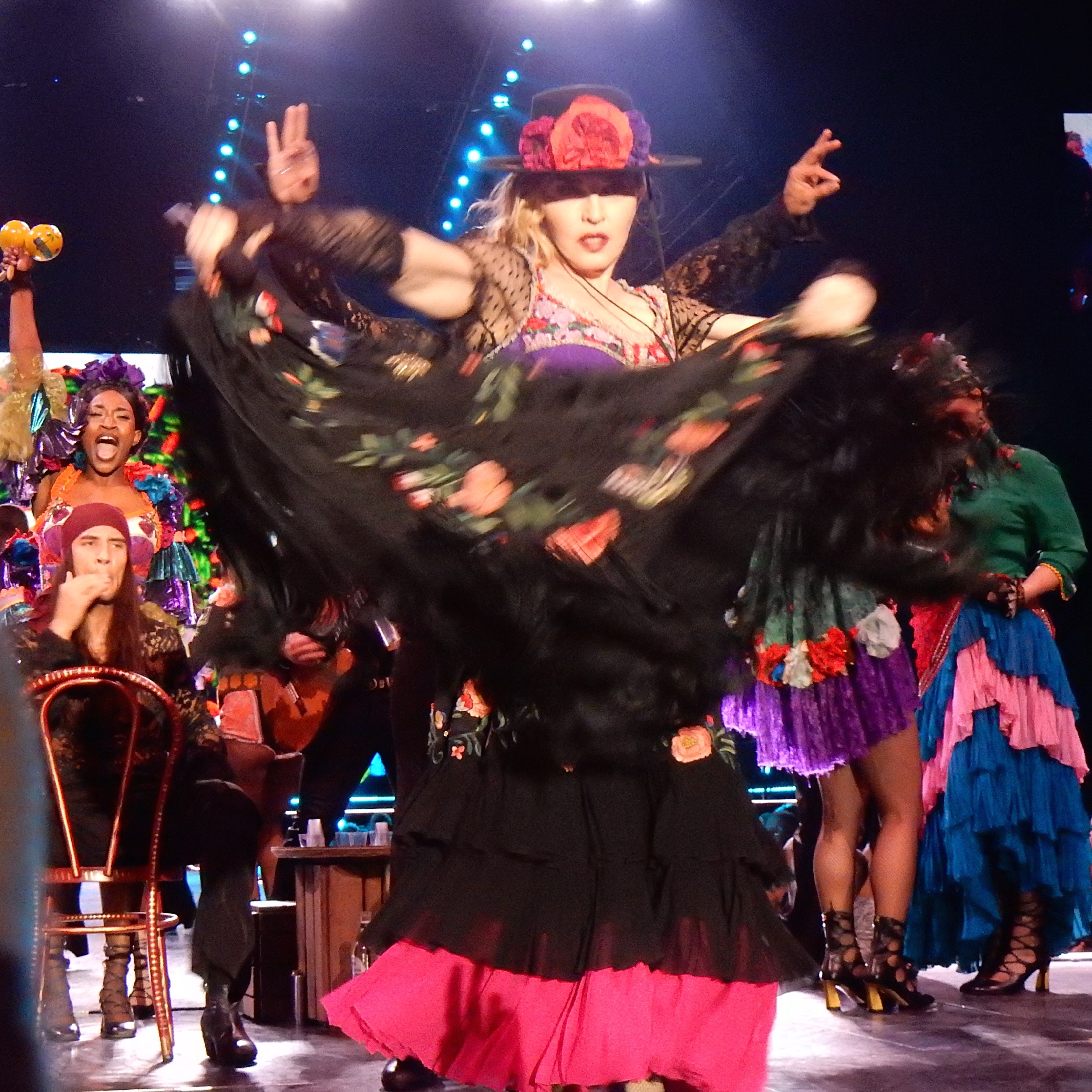
Ao longo de sua carreira, Madonna teve um fascínio pela cultura latina. Na imagem, a artista durante o segmento latino/cigano da Rebel Heart Tour.

Os autores da Enciclopedia Gay estudaram a possibilidade da fe católica primitiva em Madonna, como um fator de influência para a artista manter um relacionamento com a cultura latina, bem como sua fantasia de que cultura é ou pode ser. Eles explicaram que toda vez que ela é católica, ela é latina. Além disso, está o relacionamento do artista com o povo latino-americano, como o treinador Carlos León, que se tornou pai de sua primeira filha, Lourdes León. Ele também teve um relacionamento com o modelo brasileiro Jesus Luz. Em suas turnês e apresentações ao vivo geralmente inclui turnês e apresentações ao vivo para a cultura com homenagem à dança e figurinos de nações como o México ou a Espanha.
A pesquisadora Frances Negrón-Muntaner explica que a "febre latina" da artista está presente mesmo nos nomes que ela nomeou para seus animais de estimação. A cantora apontou certa vez que "homens latinos foram colocados na terra para encantar as mulheres". O portal Hispavista disse que o álbum True Blue representava "sua primeira abordagem às raízes latinas". Os exemplos mais claros são encontrados em canções como "La Isla Bonita", onde os escritores da Enciclopedia Gay sugerem que poderia ser uma declaração de amor a Porto Rico ou, para o intenso Porto Rico que a cidade de Nova Iorque contém. O próximo álbum do artista, Like a Prayer, contém uma certa sensualidade latina para os autores da enciclopédia. Para a capa do álbum, American Life foi inspirada em Che Guevara. Os autores de  Madonna's Drowned Worlds: New Approaches to Her Subcultural Transformations (2004) observaram que ela é um dos muitos exemplos da cantora de incorporar identidade hispânica e subcultura latina em seu trabalho. O videoclipe de "Deeper and Deeper" do álbum Erotica e "Take a Bow" do álbum Bedtime Stories bem como a versão em espanhol de "You'll See" contêm referências à cultura espanhola. Há também o filme Evita, onde ela desempenhou o papel da política argentina Eva Perón.
A revista acadêmica New West Indian Guide inclui a apropriação cultural latina de Madonna com a dança vogue, que contém aspectos da estética porto-riquenha. Outros autores encontraram referências à cultura latina em "Into the Groove", "I'm Going Bananas", "Lo Que Siente la Mujer" do álbum Music, "Spanish Lesson" pertencente ao álbum Hard Candy ou "Who's That Girl".
Em 2001, Madonna expandiu a gravadora Maverick Records com sua divisão Maverick Music para artistas hispânicos. Durante a Rebel Heart Tour no México, a artista agradeceu ao público e indicou que se sentia em dívida com a cultura latina. A apresentação foi dedicada a Frida Kahlo e ela disse: "Gosto muito dessa artista, porque tem muita influência da América Latina". Ele também apontou: "Esta é a minha parte favorita do show , como você pode ver, tenho uma grande influência na cultura mexicana". Vários artistas latinos foram influenciados por Thalía, Shakira, Paulina Rubio o Ricky Martin.

### Italianidade de Madonna

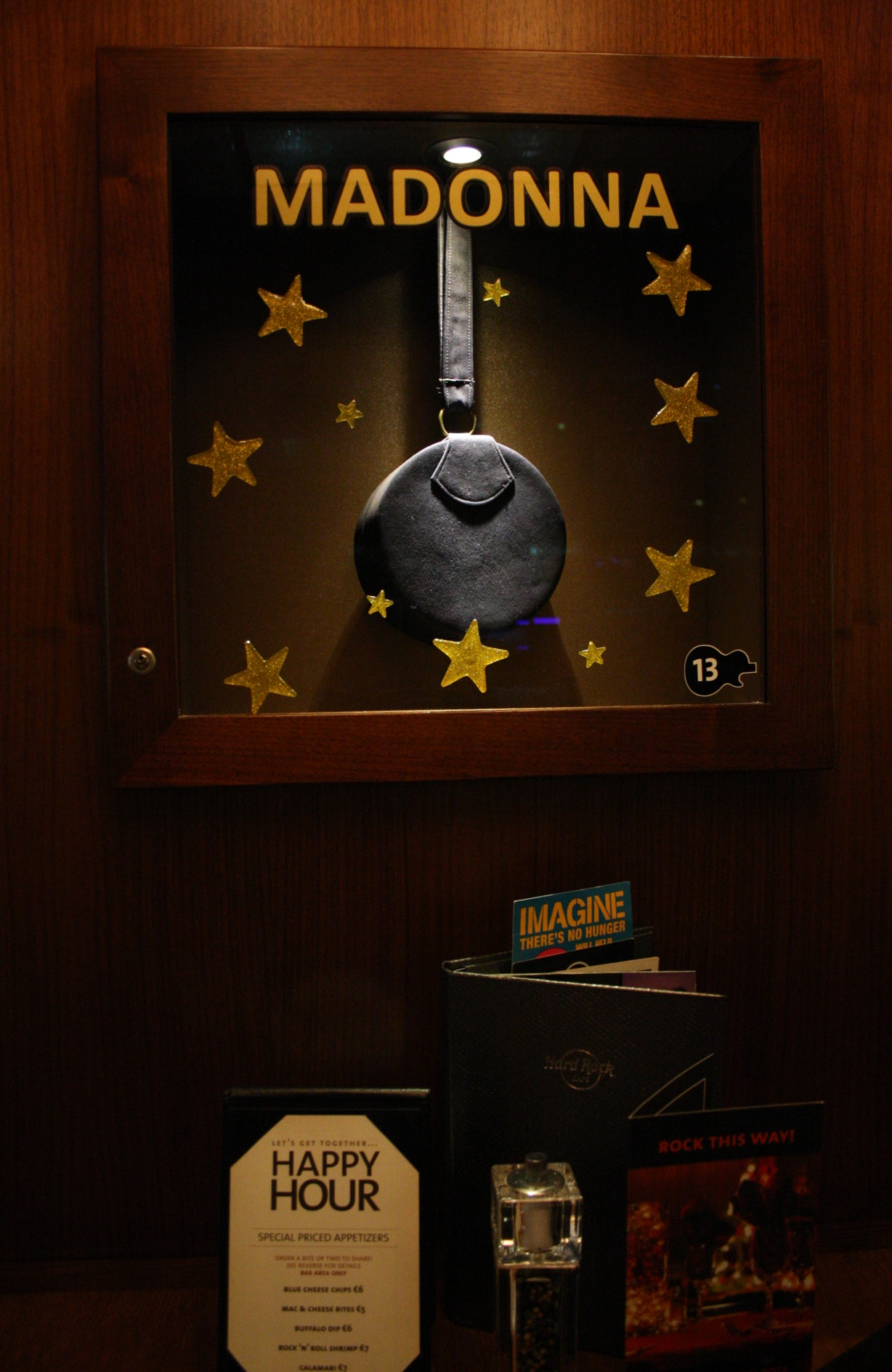
As roupas da Madonna foram exibidas no Hard Rock Cafe na cidade italiana de Florencia.

Madonna tem raízes latina por possuir ascendência italiana. Ela é uma das mulheres ítalo-americanas mais famosas do planeta. O educador George Leonard deu a cantora um exemplo como uma das ítalo-americanas que redefiniram a arte, especialmente o rock.
O historiador Pellegrino D'Acierno, em seu livro The Italian American Heritage (1999), explica que muito se escreveu sobre Madonna, mas muito pouco sobre sua italianoidade. A autora de referência apontou que a primeira e mais importante referência da cantora como italiana é o nome dela, que deriva do termo Madona. D'Acierno observou que a italianoidade da artista tem forte presença em seus filmes e videoclipes. Ele também disse que o uso de imagens católicas é um sinal de sua italianoidade e identidade cultural. Da mesma forma, os autores do livro Madonna the Companion observaram que vídeos como "Like a Prayer" e "Open Your Heart" mostram a cultura ítalo-americana. No entanto, ao contrário de outros artistas, ela não faz referência à tradição italiana em canções. A única maneira é quando ela interpreta o papel de  prima donna —ou de diva—.
Depois de filmar o videoclipe da música "Like a Virgin" na cidade de Veneza, a cantora declarou: "Sou Madonna e italiana". Durante sua apresentação na cidade de Turim, que mais tarde foi distribuída com o lançamento Ciao Italia: Live from Italy, Madonna declarou estar "orgulhosa de ser italiana". Durante a Blond Ambition World Tour, ela fez referências novamente, mas desta vez disse à imprensa italiana que estava orgulhosa de ter raízes italianas e se identificou como ítalo-americana. Em 2010, ele estrelou uma sessão de fotos para a marca Dolce & Gabbana inspirado na moda italiana. No videoclipe de "Papa Don't Preach", ele usa uma camisa com a mensagem "Italians Do It Better". O vídeo de "Turn Up the Radio" foi filmado na cidade de Florença. O álbum The Immaculate Collection foi dedicado ao Papa. Ele também afirmou em uma ocasião que queria morar em San Remo. Em 2015, o Hard Rock Cafe, em Madri, criou um hambúrguer chamado "Italian Burger", inspirado nas raízes italianas da cantora.

### Americanização com Madonna

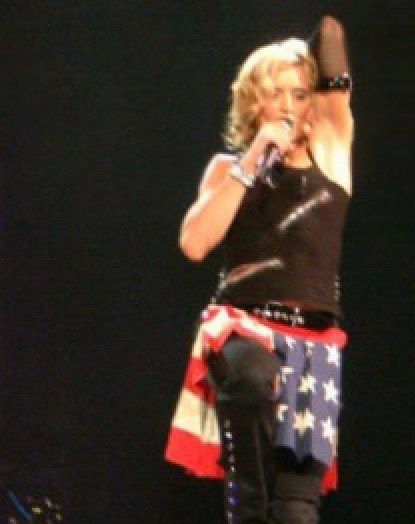
Madonna com um kilt e a bandeira estadunidense impressa.

Para o pensador francês Guilbert, Madonna é um dos grandes mitos fundadores dos Estados Unidos; na contracapa de seu livro Madonna as Postmodern Myth, a descreve como uma estrela que reconstrói e reescreve sexo, gênero, cultura de Hollywood e o sonho americano. Também aponta que os americanos sabem mais (provavelmente) sobre o artista do que qualquer passagem da Bíblia. Mais tarde, ela ressalta que o país é o número um no mundo em termos de produção de imagens e ocupa um dos primeiros lugares em toda a indústria. Neste lado, autores do livro American Icons (2006) considerou que "como Marilyn Monroe, Elvis Presley ou a Coca-Cola, a imagem da cantora é imediatamente reconhecível em todo o mundo e comunica instantaneamente muitos dos valores da cultura estadunidense. Rodrigo Fresán disse que Madonna é um dos símbolos clássicos do termo "Feito nos EUA".
Sara Marcus, do Salon.com, comentou que Madonna "refez a cultura dos Estados Unidos". O autor de referência justifica-se ao dizer que a cantora trouxe mudanças à cultura do país e expressou que a reveladora disseminação da liberdade sexual no Centro do EUA mudou esse país para sempre. "Esta não é uma notícia antiga ... ainda a estamos vivendo, como podemos ver em toda parte, desde a onipresença das estrelas pop até a carreira de Rihanna", disse Marcus. A professora Lynn Spigel se parece com Sara porque afirma que a artista "interveio nas noções de sexo, gênero e poder dos Estados Unidos".
O professor Jim Cullen explica que, embora a cantora não seja a primeira ou a última pessoa a alcançar fama e sucesso em circunstâncias modestas, ela é uma das poucas pessoas no sonho americano que conseguiu exercer maior controle sobre seu destino. Cullen elogia o fato de que ela fez e é uma mulher, ela é ainda mais notável.
Outro aspecto importante é que Madonna tem sido um ícone para a comunidade hispânica e afro-americana em seu país, especialmente entre as mulheres. Guilbert explica que, nas celebridades afro-americanas, por exemplo, a influência da cantora é evidente por meio de suas decisões e estratégias. bell hooks observa da mesma forma que, como o artista, "eles têm uma boa dose de ambição loira".
Em geral, sua influência sobre a sociedade e a cultura dos Estados Unidos é grande, que passa a ser considerada a "alta sacerdotisa da cultura popular" da nação, nas palavras da professora Catherine Schuler. O colunista Richard Bernstein explica que é difícil imaginar os Estados Unidos sem personagens como Madonna. Além disso, é conhecido por ser a figura feminina influente mais na história musical do país, bem como a mais bem sucedida.
Os espectadores de Discovery Channel votou na artista como uma dos 50 maiores dos Estados Unidos em uma pesquisa de 2006. eansonne cita Madonna ao lado do presidente Ronald Reagan como duas das figuras que definiu a década de 1980. A estudante Beretta Smith-Shomade disse que apenas a cantora rivalizava com o espaço de Oprah Winfrey ocupado no final do século XX na psique da cultura nacional. Muitos bons autores notaram que apenas Madonna rivaliza com o legado que Elvis Presley deixou na cultura estadunidense. Além disso, o professor Gilbert Rodman a considera a versão feminina de Presley na cultura nacional. A editora da revista Time, Erin Skarda, sentiu que "Madonna redefiniu o que significava ser famoso na América". O historiador Glen Jeansonne escreveu no livro A Time of Paradox: America Since 1890 (2006), que Madonna libertou os estadunidenses de suas inibições quando se tratava de se divertir.

### Madonna em outras culturas

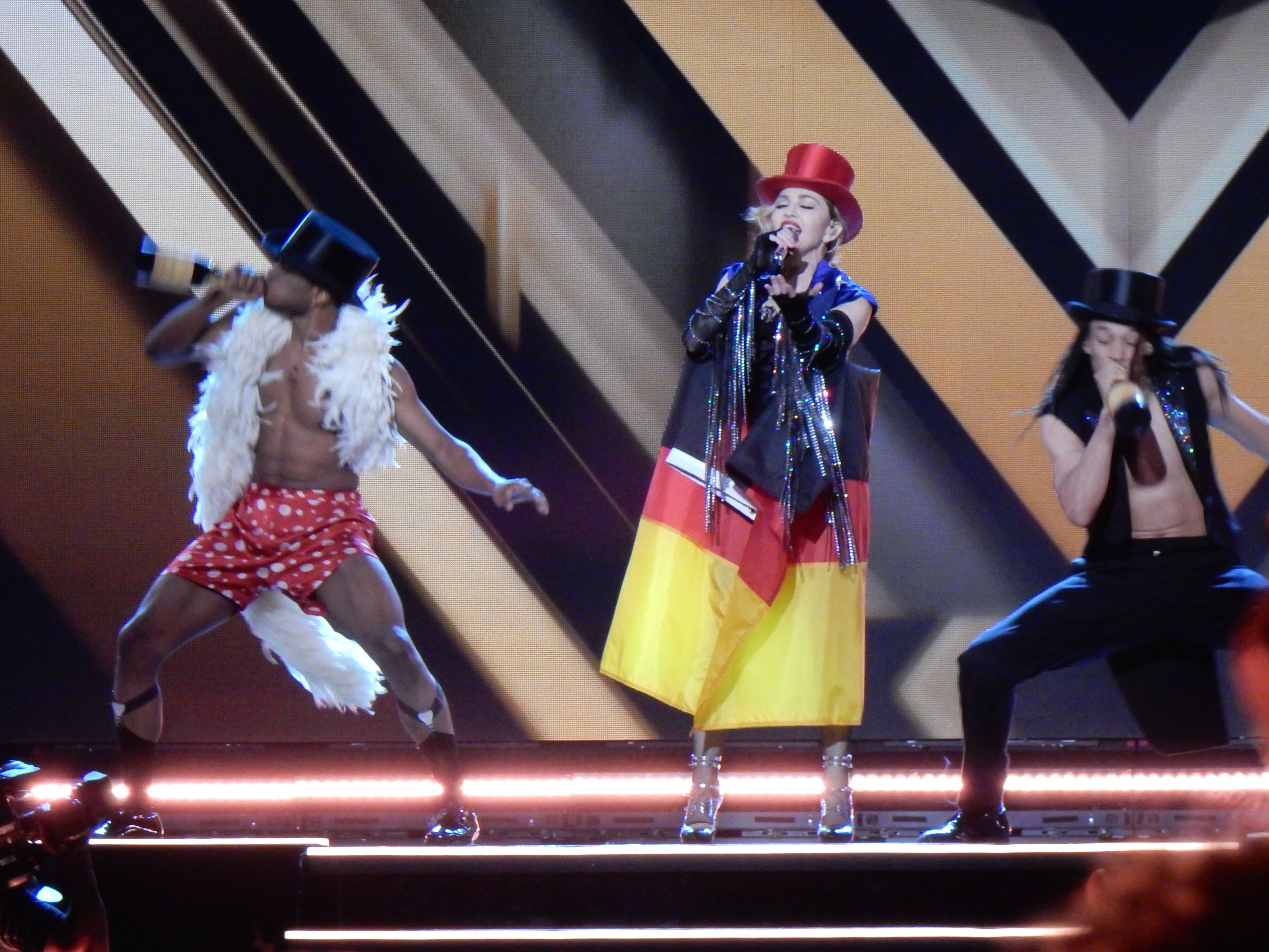
Madonna com a bandeira da Alemanha. Ela é conhecida por sua constante apropriação cultural

O sociólogo alemão Ulrich Beck explica que, graças à ocidentalização em regiões como a China, o idioma inglês é importante para centros educacionais e personagens como Madonna são assuntos de opinião popular entre a população. Verena Menzel, para a versão em espanhol do jornal China Today, indica que o país se expandiu culturalmente nas décadas de 1980 e 1990 com músicos como Madonna ou Michael Jackson. Enquanto mencionava a artista, o correspondente da CNN, Ron Gluckman relatou o crescimento da americanização na China, mas mencionou que não é apenas esse país.
A jornalista nepalesa Krishna Sen mencionou Polaroid, Elvis Presley ou Madonna como exemplos de figuras e ícones entre a população Indonésia. Ele esclareceu que a ameaça à cultura local e tradicional vem de razões internas e não de culturas estrangeiras. De fato, Polaroid e Madonna se tornam armas na luta local para sobreviver contra as imagens homogeneizadas de identidade nacional impostas pelo estado, afirmou Sen. O acadêmico canadense Matthew Fraser disse que, graças à nova cultura que a Índia adotou, celebridades como Madonna se tornaram bem conhecidas entre a população. Milhões de jovens hindus cantaram as músicas da artista em "Hinglish" — uma mistura entre hindi e inglês—.
Henry Gonshak, do jornal The Montana Standard, observou que a americanização da Polônia experimentou e mencionou vários elementos que ajudaram, incluindo Madonna. Isso sugere que a globalização aumentará no futuro, disse Gonshak. O escritor Isaac Goldemberg também usou a cantora co oexemplo de americanização que Israel nos últimos 30 anos. Suas visitas à Espanha foram eventos que revolucionaram o país. Em um ensaio da Universidade das Américas em Puebla, que a influência da América do Norte alcançou todos os status sociais na cultura mexicana, desde o consumo de Coca-Cola à música de Madonna. Quanto à Austrália, a influência britânica e americana foi notada no música graças a personagens como Madonna. No livro O professor pde e os desafio da escola pública paranaense, com a participação da Universidade Estadual de Londrina e do Governo do Paraná, a artista foi incluído como exemplo de americanização na cultura brasileira. Outro exemplo foi a Itália, onde podemos ver a artista, Disney ou CNN. Na Rússia e na África do Sul, Michael Jackson e Madonna podem ser citados. Como nota adicional, o Partido Comunista da União Soviética haviam "legalizado" Madonna na União no ano de 1987. No Japão, uma nota do final dos anos 90 apontou que ela superava os artistas locais e asiáticos.
No geral, Eric Ehrmann, membro do PEN em um artigo no The Huffington Post, afirma que Madonna tem a reputação de "a mulher mais poderosa da indústria global de entretenimento" e que países como o Brasil ou a França a amam. Além disso, ela faz parte dos sinais da civilização moderna e particularmente visível aos olhos dos viajantes internacionais.

### Madonna no Reino Unido
Irina Aleksander, do jornal The Observer, observou que celebridades dos Estados Unidos, como Madonna, foram aceitas pelos britânicos. O jornalista americano Michael Musto, disseram que os britânicos ficaram encantados com o fato de Madonna morar em Londres, onde ela era considerada a nova "Princesa Diana".

## Madonna como um ícone
Apelidada como a artista feminina icónica maioria de todos os tempos, Madonna é sinônimo de vanguarda nas áreas de seu trabalho. Por sua impacto e contribuições, ela foi analisado do ponto de vista de vários estudos, incluindo feminista, sexual, LGBT, musical, sociais e pós-moderno etc., tornando-se conhecida como um ícone em todos estes ramos. O editor do leitor Brian McNair escreveu que "Madonna mais do que compensou em status icônico e influência cultural". O professor Dennis Hall disse que "o fato de não apenas seu trabalho, mas sua pessoa estar aberta a múltiplas interpretações, contribuiu para o surgimento dos estudos de Madonna". Como Hall, Hao Huang, em seu livro de 1999, Music in the 20th Century, escreveu que Madonna fez uma carreira e uma arte de se reinventar — como diva do rock, estrela de teatro e cinema, video vixen, ícone de moda e fenômeno cultural.

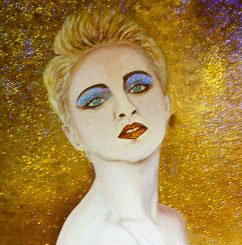
Um fanart de Madonna.

Os acadêmicos consideraram que a definição recente de "ícone" do Oxford English Dictionary como "pessoa ou coisa" ou "instituição" etc., considerada digna de admiração ou respeito ou "considerada como um símbolo representativo", exemplo de uma cultura ou movimento (OED 2009), pode ser usado para descrever Madonna. Alyson Welsh, do The Guardian, comentou que "ela é um modelo incrível e um ícone cultural". O programa Australasian Journal of American Studies (AJAS) lembra que não é por acaso que Mickey Mouse e Madonna são ícones mundiais.
Professores da Universidade de Heidelberg mostram como a "iconicidade" de Madonna é de fato a de um "meta-ícone" no sentido em que a imitação auto-reflexiva das celebridades representa. Chama essa estratégia de "iconizante", em analogia ao conceito de "moda". O ensaio também investiga a mistura de biografia e performatividade que pode ser considerada subjacente à "iconização" de Madonna em relação aos artistas performáticos. Michelle Goldberg disse que "Andy Warhol fez uma enorme quantia para mudar essa ideia nos círculos de elite, mas Madonna fez com que a sabedoria convencional confundisse arte e comércio. Ela foi pioneira nesse tipo de multimídia, 'vida como arte performática'".
Antes de fechar o século XX, a revista Q a declarou como uma das figuras culturais mais importantes deste século. Miranda Sawyer, Jefferson Hack e outros autores a chamavam de ícone do século XXI. Andrew Morton escreveu em seu livro Madonna (2002) que "ela é o ícone feminino indiscutível da era moderna". Também citada como uma das mulheres mais fascinantes e enigmáticas da história atual. Madonna in Art (2004) é um livro de Mem Mehmet, onde inclui a obra de arte de mais de cem artistas, incluindo Andrew Logan, Sebastian Krüger, Al Hirschfeld, e Peter Howson. O livro é uma prova do seu impacto global único. A biógrafa francesa Anne Bleuzen escreveu que ela é "interplanetária", e o autor italiano Francesco Falconi sentiu que ela é um ícone eterno. O editor Eduardo Gutiérrez Seguro, da revista latina Quién, escreveu:
Sua Majestade: música e cultura pop não seriam as mesmas [sem Madonna]. Madonna estabeleceu um precedente nunca visto para uma cantora, antes dela, o erotismo não era obrigatório — por uma forma muito disfarçada que é usada nas cenas, vídeos ou letras —. O feminismo passou por uma reforma completa e a fórmula surpresa / ofensa que o público colocou no Everest do show business.

### Música

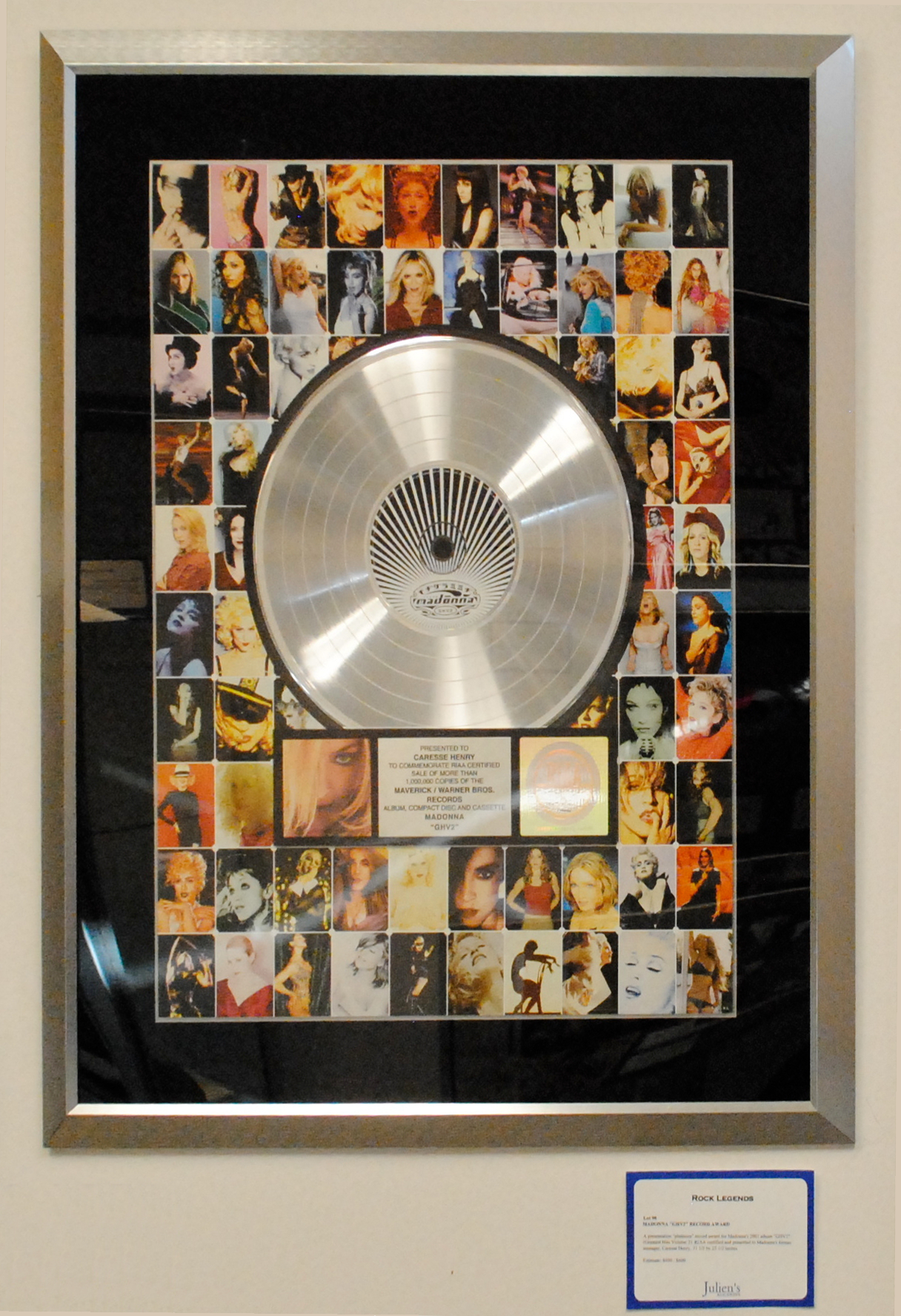
Um disco de platina para o seu álbum GHV2 sob Maverick Records.

A Rolling Stone a descreveu como um ícone musical sem igual, enquanto a RTL Television disse que "Madonna é uma figura-chave na música". Bill Wyman, editor do Chicago Reader, escreveu que ela é "uma figura genuinamente esquisita na música popular". De acordo com a mídia e os críticos internacionais, Madonna é a artista feminina mais influente de todos os tempos, e a maior mulher da história da música.
Suas contribuições na música são geralmente elogiadas pelos críticos, que também são conhecidos por induzir controvérsia. Tony Sclafani, da empresa MSNBC, sentiu que o impacto e o efeito de sua Madonna na direção futura da música superam os Beatles , mesmo naquele quarto de século após o surgimento de Madonna, os artistas ainda usam suas ideias e parecem modernos e ousados. Laura Barcella em seu livro Madonna and Me: Women Writers on the Queen of Pop  (2012) escreveu que "realmente, Madonna mudou tudo o cenário musical, a aparência dos anos 80 e, mais significativamente, o que uma estrela pop feminina poderia (e não podia) dizer, fazer ou realizar aos olhos do público". Semelhante a Barcella, Joe Levy, editor chefe do Blender, "abriu a porta para o que as mulheres podiam alcançar e tinham permissão para fazer".
Na indústria da música, Madonna foi a primeira mulher a ter controle total de sua música e imagem. Os autores observaram que antes de Madonna, as gravadoras determinavam todas as etapas dos artistas, mas ela introduziu seu estilo e dirigiu conceitualmente todas as partes de sua carreira; a indústria da música foi a base para mudar permanentemente a maneira como as gravadoras tratam os artistas. A jornalista Carol Benson escreveu que Madonna entrou no mercado da música com ideias definidas sobre sua imagem, mas foi seu histórico que lhe permitiu aumentar seu nível de controle criativo sobre sua música. Muitos anos depois, ela fundou a Maverick Records, tornando-se a mais bem-sucedida gravadora própria na história da música. Enquanto estiva sob o controle de Madonna gerou mais de US$ 1 bilhão para a Warner Bros. Records, mais dinheiro do que qualquer outra gravadora própria de um artista gravadora.
Os críticos sentiram em retrospecto que a presença de Madonna é definida para mudar a história da música contemporânea na cena feminina, principalmente rock, dance e pop. Além disso, ela é citada que abre as portas para a futura explosão do hip-hop e se aproxima do sexo com sua música. Erin Vargo, da revista on-line de cultura popular, sentiu que "Madonna lutou pela liberdade de expressão de artistas femininas. Seu legado abriu o caminho para os artistas pop, hip-hop e rock de hoje entrarem em seu próprio ritmo". The Times declarou: "Madonna, quer você goste ou não, iniciou uma revolução entre as mulheres na música ... Suas atitudes e opiniões sobre sexo, nudez, estilo e sexualidade forçaram o público a se sentar e prestar atenção". O escritor do The New York Post, Brian Niemietz, que descobriu que Madonna revolucionou a dance music da mesma maneira que Elvis Presley inventou o gospel e o rock and roll.

### Estrela pop
"A influência de Madonna reina suprema nos artistas de hoje, seu impacto na cultura pop através do cinema e da moda nunca pode ser superado, e Madonna mudou o papel das mulheres na música pop. Ela deu às mulheres poder, a capacidade de fazer mais do que apenas gravar hits de dance, e trouxe mudanças na indústria que deu origem a todas as estrelas pop de hoje"

—Autor Art Tavana da empresa Spin Media.
Madonna é um ícone da estrela pop. De acordo com o Hall da Fama do Rock and Roll, Madonna é a primeira figura multimídia da história da cultura popular. Peter Robinson, do The Guardian, sentiu que "Madonna praticamente inventou a fama pop contemporânea, então há um pouco dela no DNA de todas as coisas pop modernas". A Rolling Stone da Espanha escreveu que "Madonna se tornou o primeiro mestre viral do pop na história, anos antes da Internet. Madonna estava em toda parte; nos onipotentes canais de televisão de música, 'fórmulas de rádio', capas de revistas e até em livrarias. Uma dialética pop, nunca vista desde o reinado dos Beatles, que lhe permitiu manter-se à beira da tendência e comercialidade". Além disso, Caryn Ganz, da mesma revista, escreveu que "Madonna é a estrela pop americana mais entendida em mídia desde Bob Dylan e, até que ela atenuou seu comportamento de isca de imprensa nos anos 90, era a mais consistentemente controversa desde Elvis Presley". O Crítico musical  Stephen Thomas Erlewine sentiu que "uma das maiores realizações de Madonna é como ela manipulou a mídia e o público com suas músicas, seus vídeos, sua publicidade e sua sexualidade". Becky Johnston, da revista Interview, comentou: "[As] figuras públicas são feiticeiras em manipular a imprensa e cultivar publicidade como Madonna. Ela sempre foi uma ótima provocadora com jornalistas, ousada e franca quando a ocasião exigia, recalcitrante e taciturno quando chegou a hora de recuar e desacelerar o strip-tease".
A acadêmica Becca Cragin explica que "Madonna conseguiu prender a atenção do público há 30 anos, em grande parte por causa de seu uso hábil do visual para se expressar e divulgar sua música". O acadêmico francês Georges-Claudes Guillbert escreveu que pegando alguns elementos e os transformando em produtos comerciais. O crítico cultural Douglas Kellner explicou que a popularidade de Madonna também requer foco no público, não apenas como indivíduos, mas como membros de grupos específicos. O jornalista Mark Watts sentiu que a ascensão e (percepção) declínio de Madonna foram, por assim dizer, paralelas à da teoria pós-moderna. Segundo o jornalista Annalee Newitz, "os acadêmicos nas áreas de teologia para teoria queer escreveram literalmente volumes sobre o que a fama de Madonna significa para as relações de gênero, a cultura americana e o futuro". Como Newitz, autora em Images of women in American popular culture (1995), disse que Madonna alcançou uma celebridade tão impressionante que avaliações acadêmicas e populares do significado de seu trabalho para o futuro do feminismo, para os valores sexuais dos jovens. Dessa forma, muitos autores, incluindo Alvin Hall e Matthew Rettenmund (Encyclopedia Madonnica; 1995), concorda que Madonna é "a maior artista do mundo", enquanto outros a classificam como "a celebridade mais poderosa ou a mulher mais famosa do mundo". O editor de música Bill Friskics-Warren escreveu que "o mega-estrelato e a onipresença cultural de Madonna a tornaram tanto uma construção social quanto qualquer outra coisa, uma" pessoa que virou ideia ", como Steve Anderson disse, seguindo as linhas icônicas de Elvis Presley ou Marilyn Monroe".

### Mainstream

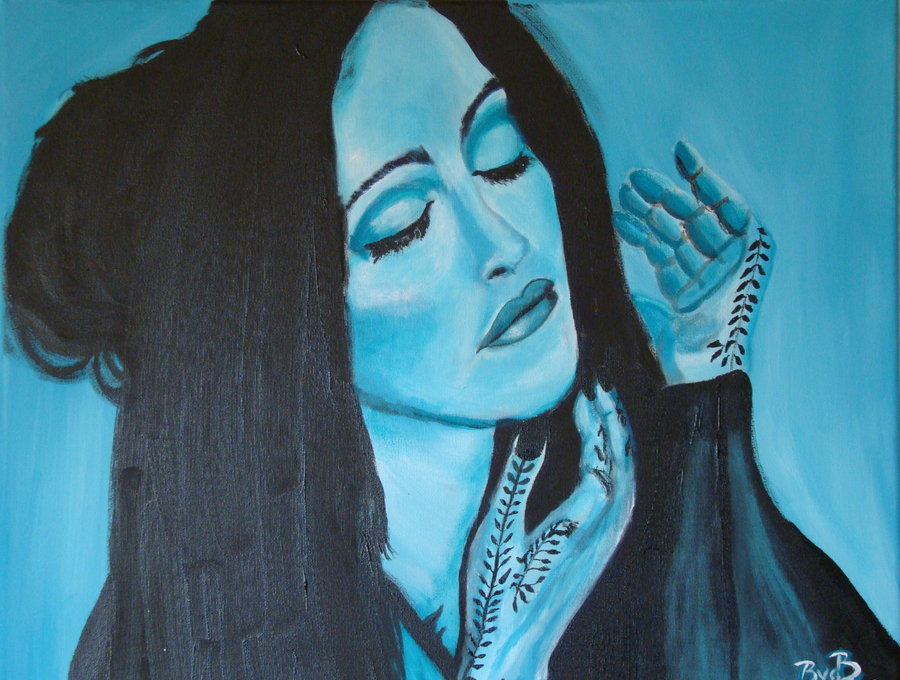
Uma pintura inspirada no visual de Madonna no videoclipe de "Frozen". O lançamento de Ray of Light aumentou a popularidade da cultura asiática tradicional na cultura popular estadunidense.

Chamada como uma "heroína dominante" pela professora Karlene Faith, Madonna é a artista feminina mais vendida na história, e a artista feminina de maior sucesso de todos os tempos, certificada pelo Guinness Book of World Records. Com vários críticos achando que ela abriu o caminho para todas as artistas femininas, A revista Time expressou que "toda estrela pop das últimas duas ou três décadas tem que Madonna agradecer em parte pelo seu sucesso". Ela é citada como uma influência por muitos outros artistas em todo o mundo.
Seu estrelato também é citado como a motivação do sucesso comercial e popularizado ou a introdução de várias coisas, como filiais, termos, grupos, culturas, pessoas e produtos. Por exemplo, a mídia a citou atuando no filme Evita, que popularizou a política argentina e ela colocou o país Malawi no mapa enquanto lançava a tendência de adoção de celebridades. O sucesso de Madonna abriu a outras celebridades, como cantores, atores e políticos, se envolveu com sucesso no campo editorial para o público jovem. Mark Blankenship sentiu seu primeiro livro Sex "mudou a história da publicação". Seu álbum Something to Remember estabeleceu uma tendência de lançar álbuns de balada depois, como os álbuns de 1996 Love Songs de Elton John e If We Fall in Love Tonight de Rod Stewart.
Ela popularizou os movimentos Vogue. O acadêmico Stepehn Ursprung, do Smith College, sentiu que "Madonna criou um mercado para a Vogue no mundo do entretenimento comercial". Analisou que "através de uma estreita conexão com o sucesso comercial contínuo de Madonna, a Vogue deixou sua marca no mundo em grande parte ... O Vogue foi apropriada pela cultura pop pelo ícone da música pop Madonna". O site Wallblog (Haymarket Media Group) do Reino Unido telefonou timidamente em uma pergunta para o Yahoo! como a "Madonna da mídia digital". Mesmo, é citado que ela levou o burlesco à cultura de massa. Como é citado que a MTV a ajudou, alguns autores como Josue Rich, da Entertainment Weekly sentiram que Madonna ajudou a fazer a MTV (ao lado de Michael Jackson). O biógrafo Mick St Michael escreveu que "o poder feminino começou com Madonna". Além disso, ela tem crédito para a introdução de música eletrônica para o palco de música popular, e inovou o delírio cultura. Similar, o crítico musical Stephen Thomas Erlewine sentiu que Madonna introduziu o dance pop na cena principal.
Segundo alguns críticos culturais como Douglas Kellner , o fenômeno da feminilidade inspirado no Sul da Ásia como uma tendência na mídia ocidental pode remontar a fevereiro de 1998, quando o ícone pop Madonna lançou seu vídeo para "Frozen". Eles explicaram que "embora Madonna não tenha iniciado os acessórios de moda indianos, a beleza [...] chamou a atenção do público para atrair a atenção da mídia global. O estilo espanhol de Madonna no vídeo "La Isla Bonita" se tornou popular e refletia-se nas tendências da moda da época na forma de "boleros", saias com mesas e rosários e crucifixos como acessórios. Segundo o site oficial da cidade Safed, Madonna popularizou o misticismo judaico. Madonna definir uma tendência que as pessoas influenciaram a ter interesse na sexualidade do corpo das mulheres. Em geral, alguns autores, como o crítico de entretenimento Rogelio Segoviano, consideram que "a febre pela rainha do pop não cede à passagem do tempo".

### Moda

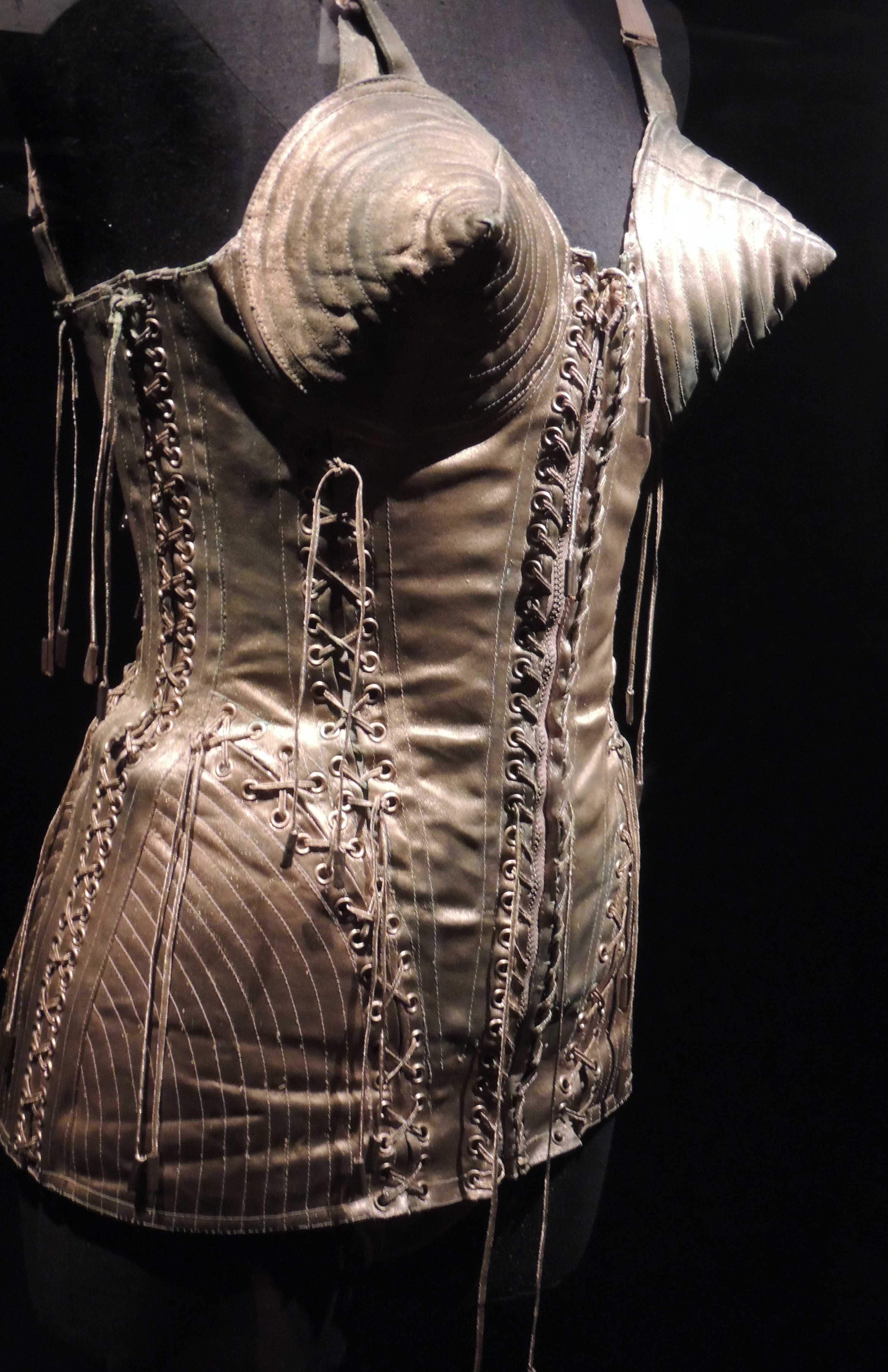
Espartilho icônico feito pelo estilista Jean Paul Gaultier que Madonna usava durante sua Blond Ambition World Tour.

A Time a incluiu como uma das 100 principais ícones de todos os tempos em moda, estilo e design. Os críticos elogiaram o estilo de Madonna durante sua carreira, que se tornou o visual definitivo nos anos 80. Isso deu origem ao termo de aspirante a Madonna. Para especialistas nos anos 90, seu uso da moda era ainda mais eclético.
O jornalista Michael Pye sentiu que "o rosto que lançou mil modas. Madonna não apenas faz moda, mas também é moda. A editora da revista Vogue, Anna Wintour declarou:
Ela é um exemplo perfeito de como a cultura popular e o estilo de rua agora influenciam o mundo da moda. Ao longo dos anos, Madonna tem sido um dos criadoras de estilo mais potentes do nosso tempo. Ela, tanto quanto Karl Lagerfeld, faz a moda acontecer.
Os professores do livro Oh Fashion (1994) escreveram que "o fenômeno Madonna sugere que, em uma imagem pós-moderna, a cultura da identidade é construída através da imagem e da moda, envolvendo o olhar, a pose e a atitude. A moda e a identidade de Madonna são inseparáveis de suas práticas estéticas, do cultivo de sua imagem em seus videoclipes, filmes, aparições na TV, shows e outras intervenções culturais". A Billboard declarou que "nenhuma diva pop reinventou sua imagem da moda com a consistência e a criatividade de Madonna ... ela evoluiu para um ícone de moda, cujo senso de estilo se tornou tão influente quanto suas músicas no topo das paradas". Da mesma forma, a editora do The Huffington Post, Dana Oliver comenta por que Madonna é o camaleão de estilo definitivo e acrescentou que "ninguém se transformou como Madonna. Ela tem quase tantos looks quanto possui discos. Sua capacidade de se reinventar constantemente e sua música ajudaram a garantir seu status como um ícone, e ela influenciou uma geração de imitadores. Em resumo, ninguém teve uma aparência mais diversa do que Madonna".
Chloe Wyma, da Louise Blouin Media, comentou que a atitude camaleônica da cantora em transformar sua moda se tornou um fato universalmente reconhecido. Ana Laglere, da Batanga Media, expressou que "cada novo estilo de Madonna é uma tendência e é usado por grandes designers como inspiração, inundando nosso mundo com ideias inovadoras". Cynthia Robins, do San Francisco Chronicle, disse que "quando Madonna apareceu, todo o inferno da moda se soltou. Até agora, sua influência na moda — alta, baixa e outras — se transmogrificou de 'Who's That Girl?' para o que no mundo Madonna vai vestir a seguir?". Alessandra Codinha, da Vogue, a nomeou como "a mestre da reinvenção".

### Feminismo
Madonna como um ícone feminista gerou uma variedade de opiniões em todo o mundo. Ela é frequentemente associada ao movimento feminista e é considerada uma figura revolucionária que questionou as fronteiras do gênero. Ela também é responsável por influenciar a mentalidade e o comportamento das mulheres e como a sociedade interpreta essas mudanças. O professor Sut Jhally sentiu que "Madonna é como um ícone feminista quase sagrado". O acadêmico Camille Paglia, da Universidade das Artes, chamou Madonna de "verdadeira feminista" e observou que "ela expõe o puritanismo e a ideologia sufocante do feminismo americano, que está presa no modo de choramingar adolescente". Segundo ela, "Madonna ensinou as mulheres jovens a serem totalmente femininas e sexuais enquanto ainda exerciam controle total sobre suas vidas". A psicóloga Jule Eisenbud, em Sex Symbols (1999), observou que a recusa de Madonna em aceitar que poder e feminilidade é equivalente à masculinidade permitiu que ela mantivesse seu status de símbolo sexual.
Jessica Valenti escreveu em seu livro Madonna and Me: Women Writers on the Queen of Pop (2012) "com certeza, uma Maria deu à luz Jesus ... mas nossa Madonna deu à luz ao " feminismo". Jornal espanhol Periódico Diagonal convocou um painel de pesquisadores para discuti-la como um ícone feminista. Um dos comentários incluiu que "ela democratizou a ideia de mulheres como protagonistas e agentes de sua própria ação", enquanto algumas ambíguas afirmaram que ela contribuiu para o empoderamento das mulheres de algumas mulheres ocidentais, heterossexuais e gays de classe média, mas que empoderamento não é feminismo, porque é individualista. Madonna foi incluída na Lista das 100 Mulheres do The Guardian e editora Homa Khaleeli declarou "não importa a década ou a moda, ela sempre foi franca com sua dureza e ambição". Ela ainda é uma das mulheres mais famosas do planeta e "ela não inspira porque ajuda outras mulheres, mas porque rompe os limites do que é considerado aceitável para as mulheres". Ela também foi incluída na lista da revista  Time das 25 mulheres mais poderosas do século XX.

### Símbolo sexual
Madonna tem sido referida como um ícone sexual, e símbolo sexual; mais notável na década de 1980 e 1990. Além disso, ela é citada como um ícone de liberdade e expressão sexual. A autora Courtney E. Smith, no livro Record Collecting for Girls de 2011, observou que a maioria das pessoas associa Madonna ao sexo. Chuck Klosterman em seu livro Sex, Drugs, and Cocoa Puffs (2003) escreveu que "sempre que ouço intelectuais falarem sobre ícones sexuais dos dias atuais, o nome mais mencionado é Madonna". Mesmo, Karen Fredericks, do jornal socialista Green Left Weeklyem comentário à sua atitude sexual, disse que Madonna, capturando uma enorme audiência mainstream, teve um impacto talvez surpreendente nos círculos progressistas. O artigo de Greta Gaard escreve: "Os videoclipes de Madonna promovem a teoria de que o gênero é apenas um componente da identidade sexual - e um dos manipuláveis".".
Os artistas Adam Geczy e Vicki Karaminas em Queer Style (2013) observaram que Madonna se transmogrificou da virgem para a dominatrix para Über Fran, sempre alcançando status icônico. Madonna acrescentou que foi a primeira mulher a fazê-lo – e com grande apreensão e aprovação. Os ganchos de sino ensinam que seu credo de "poder para a vagina" funcionava apenas para solidificar o posicionamento de Madonna nas costas dos marginalizados. O ícone sexual que ela construiu pode, de fato, conceder poder à vagina. Acadêmicos da Escola Europeia de Administração e Tecnologia sentiram que Madonna se tornou uma das primeiras artistas do mundo a manipular a justaposição de temas sexuais e religiosos. A editora americana Janice Min escreveu que "muito antes de Sex and the City, Madonna possuía sua sexualidade. Ela fez as pessoas estremecerem, mas também pensarem diferentemente sobre artistas do sexo feminino. Seu papel como provocadora mudou os limites para as gerações seguintes. Ela era um reality show de uma mulher". Como Min, Shmuel Boteach, autor de Hating Women (2005), achava que Madonna era o principal responsável por apagar a linha entre música e pornografia. Ele afirmou: "Antes de Madonna, era possível que mulheres mais famosas por suas vozes do que seus decotes aparecessem como superestrelas da música. Mas no universo pós-Madonna, até artistas altamente originais como Janet Jackson agora sentem a pressão de expor seus corpos na televisão nacional para vender álbuns".
Durante sua carreira, Madonna tem vários trabalhos provocativos. Talvez, seu livro Sex seja mais notório, considerado por muitos como o período mais controverso e transgressor do artista. Alguns autores notaram que Sex ajudou Madonna fazer um nome na indústria pornô, e lhe rendeu o título de primeira embaixadora cultural do BDSM. Steve Bachmann, em seu livro Simulating Sex: Aesthetic Representations of Erotic Activity, apontou que "talvez um dos aspectos mais interessantes do fenômeno sexual de Madonna seja a extensão em que seu livro marcou um novo limiar na franquia pornográfica". Brian McNair, autor de Striptease Culture: Sex, Media and the Democratisation of Desire (2012) elogiou este período da carreira de Madonna, dizendo que ela tinha "elegância pornô" e que "Sex é o autor de um fenômeno cultural da globalidade". [devido aos críticos] e, graças a isso, Madonna estabeleceu seu status icônico e influência cultural. Os professores do livro Oh Fashion (1994) sentiram que "Madonna é um brinquedo para meninos, mas, em outro nível, os meninos são brinquedos para ela".

### LGBTQ

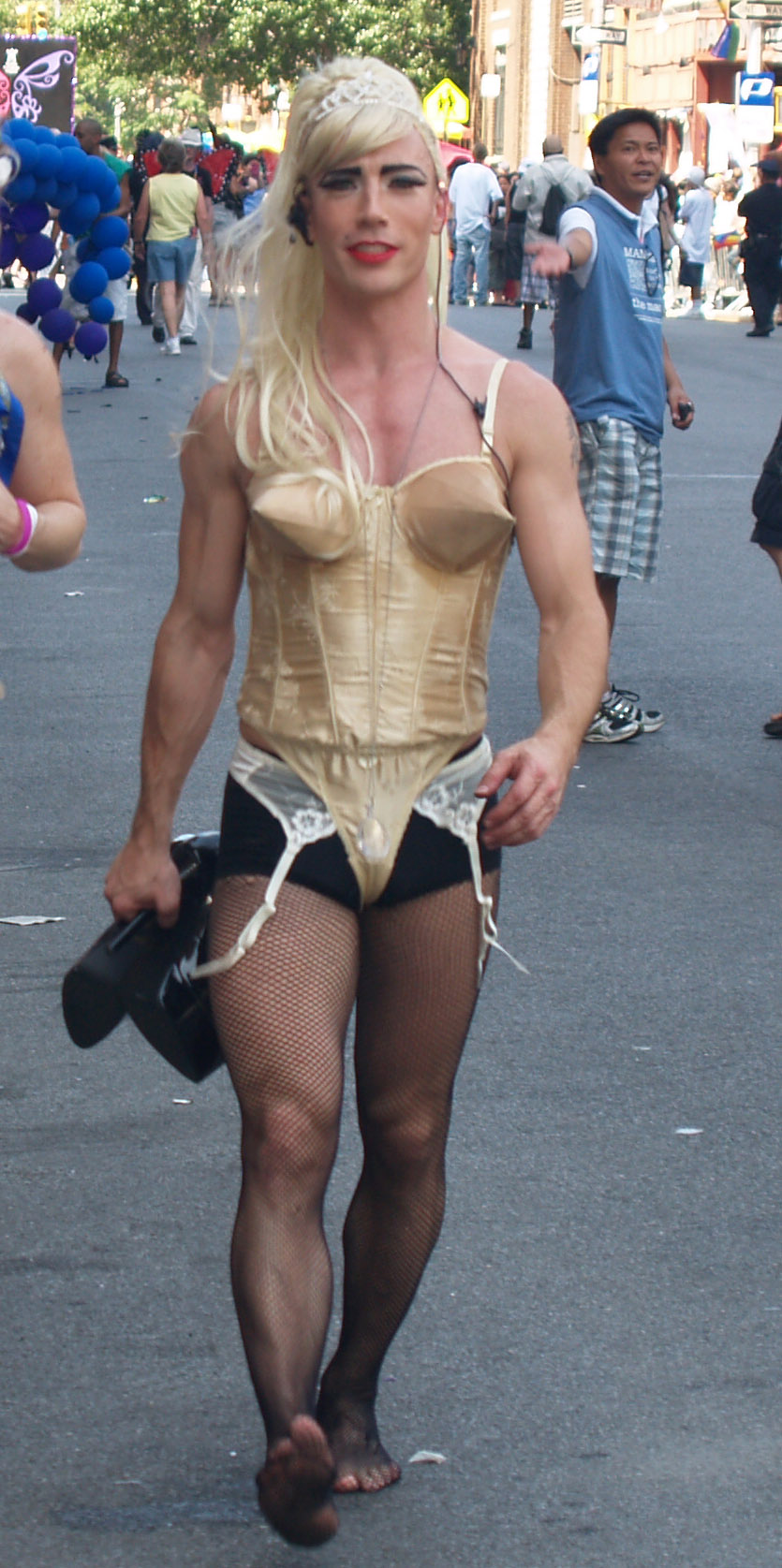
Um transformista caracterizado como Madonna.

De acordo com o The Advocate, Madonna é o maior ícone gay de todos os tempos. New Statesman relatou que Madonna se tornou o ícone gay supremo, e os fãs analisaram e apóiam estes. Os estudiosos Carmine Sarracino e Kevin Scott, no The Porning of America (2008), escreveram que Madonna "ganhou popularidade particular entre o público gay, sinalizando a criação de uma base de fãs ao longo da carreira que a levaria a ser aclamada como o maior ícone gay de todos os tempos". A revista Out escreveu que Madonna "esticou o pescoço e se posicionou para ser um ícone gay antes que fosse legal ser um".
A professora associada Judith A. Peraino escreveu que "ninguém trabalhou mais para ser um ícone gay do que Madonna, e ela o fez usando todos os tabus sexuais possíveis em seus vídeos, performances e entrevistas". Da mesma forma, Alex Hopkins, da revista Time Out, denotou que a comunidade gay a rotulou como [Sua] 'Líder Gloriosa', "Madge faz parte da rica história da nossa subcultura no culto à diva. Ela fez referência a todos os monstros sagrados, de Dietrich a Monroe, se deliciava com a sexualidade inicial, muitas vezes transgressora, e demonstrava um senso de acampamento altamente desenvolvido. Não admira que a amássemos ". Além disso, sua falta de inibição ajudou a inspirar uma geração de homens e mulheres gays a viver em seus próprios termos.
Madonna também é conhecida como ícone estranho e ícone da estranheza. O Teólogo, Robert Goss escreveu: "Para mim, Madonna tem sido não só um ícone gay, mas também um ícone de Cristo". Similar Sheila Whiteley de Sexing the Groove: Popular Music and Gender (2013) sentiu que "Madonna se aproximou de qualquer outra celebridade contemporânea por ser um ícone gay que estava acima do solo".

### Pós-moderno
De acordo com Lucy O'Brien: Muito foi feito sobre Madonna como um ícone pós-moderno, mas todos os seus pontos de referência foram resolutamente modernistas — de Steinbeck e Fitzgerald a Virginia Woolf e Sylvia Plath, a sua predileção pela narrativa e pela psicanálise.
O editor canadense Richard Appignanesi escreveu que, para alguns, "Madonna é o modelo cibernético da Nova Mulher". Similares, os palestrantes Stéphanie Genz e Benjamin Brabon em Postfeminism: Cultural Texts and Theories (2009) acharam que "seja mulher, mãe, ícone pop ou cinquenta anos, a cantora americana desafia nossos preconceitos sobre quem é 'Madonna' e, de maneira mais ampla, o que essas categorias de identidade significam dentro de um contexto pós-moderno".

### Ícone pop e apelidos e títulos honoríficos na cultura popular
Madonna como ícone pop e figura na cultura popular gerou análises minuciosas, mas alguns jornalistas e críticos como Carol Clerk escreveram que "durante sua carreira, Madonna transcendeu o termo 'estrela pop' para se tornar um ícone cultural global". No entanto, acadêmicos da Universidade Rutgers comentam que "Madonna se tornou o maior e mais socialmente importante ícone pop do mundo, além dos mais controversos". O teórico crítico Douglas Kellner a descreveu como "um ícone da cultura pop altamente influente" e "a cantora feminina mais discutida na música popular". Mesmo em 2012, os críticos latinos sentiram que Madonna é a presença mais influente da atual cultura popular, A historiadora Jasmina Tešanović, como outros autores, observou que as mudanças de Madonna são bem calculadas para estar à frente da curva, do jogo, para ditar a moda, para ser uma lançadora de tendências e a chamou como uma das artistas mais honestas na cultura pop. O VH1 a listou atrás de David Beckham como o maior ícone pop de todos os tempos.
William Langley, do The Daily Telegraph, observou que Madonna "continua sendo um elemento permanente em todas as listas das mulheres mais poderosas / admiradas / influentes do mundo". Por exemplo, o The Sun listou-a no topo das "50 cantoras que nunca serão esquecidas". A jornalista americana Edna Gundersen sentiu que Madonna é "um triunvirato pop durável". Além disso, ela foi chamada de "Medusa Moderna" ou "rainha da desordem de gênero e desconstrução racial".
Madonna tem vários títulos, subjetivos e superlativos, muitos deles explicam e exploram seu grande impacto em muitos campos. O blogueiro Richard Pérez-Feria postou no The Huffington Post que "ao longo de sua notável carreira, Madonna foi chamada de muitas coisas ... prostituta, o que, por razões muito diferentes. O que Madonna finalmente conseguiu nada mais é do que reinar como o universo. Rainha do pop, como na música, cultura, vida". Jornal chileno de política, economia e cultura, Qué Pasa afirmou em 1996, que "a Madonna pode ser atribuída a muitos títulos e nunca deve ser exagerada. Ela é a rainha incontestável do pop, deusa do sexo e, claro, marketing". O blogueiro de música Alan McGee, de The Guardian, achava que Madonna é arte pós-moderna, coisas que nunca mais veremos. Ele afirmou ainda que Madonna e Michael Jackson inventaram os termos Rainha e Rei do Pop. Como um corolário, seu apelido mais notável na cultura popular mundial é Rainha do Pop. Carlos Otero, do Divinity, escreveu que "Madonna garantiu por toda a vida o título de Rainha do Pop. Ele afirmou ainda que "após 30 anos de carreira levaria mais três décadas para conhecer sua influência e legado".
Mathew Donahue, um dos 12 professores do programa de Estudos da Cultura Pop da Universidade Estadual de Bowling Green, dá palestras sobre Madonna em muitas de suas aulas de música e cultura a qualificou como a "Rainha de todas as Mídias". Além disso, ela foi nomeada como a mãe do "reino tecnológico". Madonna também é conhecida como a rainha da MTV. A CNN comentou que a MTV poderia significar "Madonna Television". Julían Ruíz, do jornal espanhol El Mundo, disse que é nossa "Dama Madonna".
- A Rainha[211]
- Rainha do Pop[206]
- Rainha dos vídeos[212][213]
- Rainhas das Digressões[214]
- Rainha da MTV[215]
- Rainha da Reinvenção[213]
- Rainha das Tabelas da Billboard[216]
- Rainha do Marketing[205]
- Rainha de Todas as Mídias[18]
- Rainha de Tudo[217]
- Rainha do Obscenidade[144][183]
- Rainha da controvérsia[218]
- Rainha dos Videoclipes Controversos[144]
- Deusa do Pop[106]
- Deusa do sexo[205][219]
- Majestade[94][144]
- Rainha Dançarina[220]
- Garota material[144]

## Madonna in the contemporary arts
O impacto de Madonna inclui sua influência no mundo da arte e "foi feito quase inteiramente nos bastidores", de acordo com Stephanie Eckardt da revista W. Tanto as suas contribuições como a sua recepção nesta área podem ser encontradas em vários exemplos. Ela doou dinheiro, contribuiu ou patrocinou várias exposições de arte com críticas positivas entre os críticos de arte. Como colecionadora de arte, seus bens são estimados em US$ 100 milhões, de acordo com o site Artnet (a partir de 2008), que incluem mais de 300 peças de artistas como Salvador Dalí e Frida Kahlo. Ela apareceu entre os 100 maiores colecionadores da Art & Antiques e no Top 25 Art Collectors do The Hollywood Reporter.
Em 1992, Madonna co-patrocinou a primeira retrospectiva de seu ex-namorado Jean-Michel Basquiat no Museu Whitney de Arte Americana. Em 1995, ela patrocinou a primeira grande retrospectiva de Tina Modotti no Museu de Arte da Filadélfia, que a curadora e historiadora de arte Anne d'Harnoncourt comentou: "Ela parecia uma patrocinadora natural para uma exposição que apresenta a artista a um público mais amplo". Em 1996, Madonna patrocinou uma exposição das pinturas de Basquiat na Serpentine Gallery em Londres.. Ela também patrocinou Untitled Film Stills de Cindy Sherman no Museu de Arte Moderna (MoMA) em 1997. Em 2001, Madonna apresentou o Prêmio Turner na Tate Britain em Londres.
Críticos de arte e historiadores de arte como John A. Walker também revisaram sua carreira da perspectiva das artes e sua relação com ela. Em seu livro The Virgin in Art (2018), a historiadora de arte Kyra Belán explicou que a cantora impactou as artes cênicas e se tornou um símbolo de grande sucesso como artista em várias formas de arte. Ela foi creditada por um colaborador da revista W como uma "pioneira" na encruzilhada do pop e da arte. Madonna também é citada por outros como "a primeira artista feminina a explorar plenamente o potencial do videoclipe", uma declaração incluída em seu perfil na Encyclopædia Britannica escrita por Lucy O'Brien. No campo do vídeo como forma de arte, o crítico de cinema Armond White propõe que seus conceitos levaram alguns artistas a ter "consciência artística" e sentiram que "nunca repetirão o momento em que a conexão de Madonna com o zeitgeist se tornou histórica".

## Perspectiva contraditória

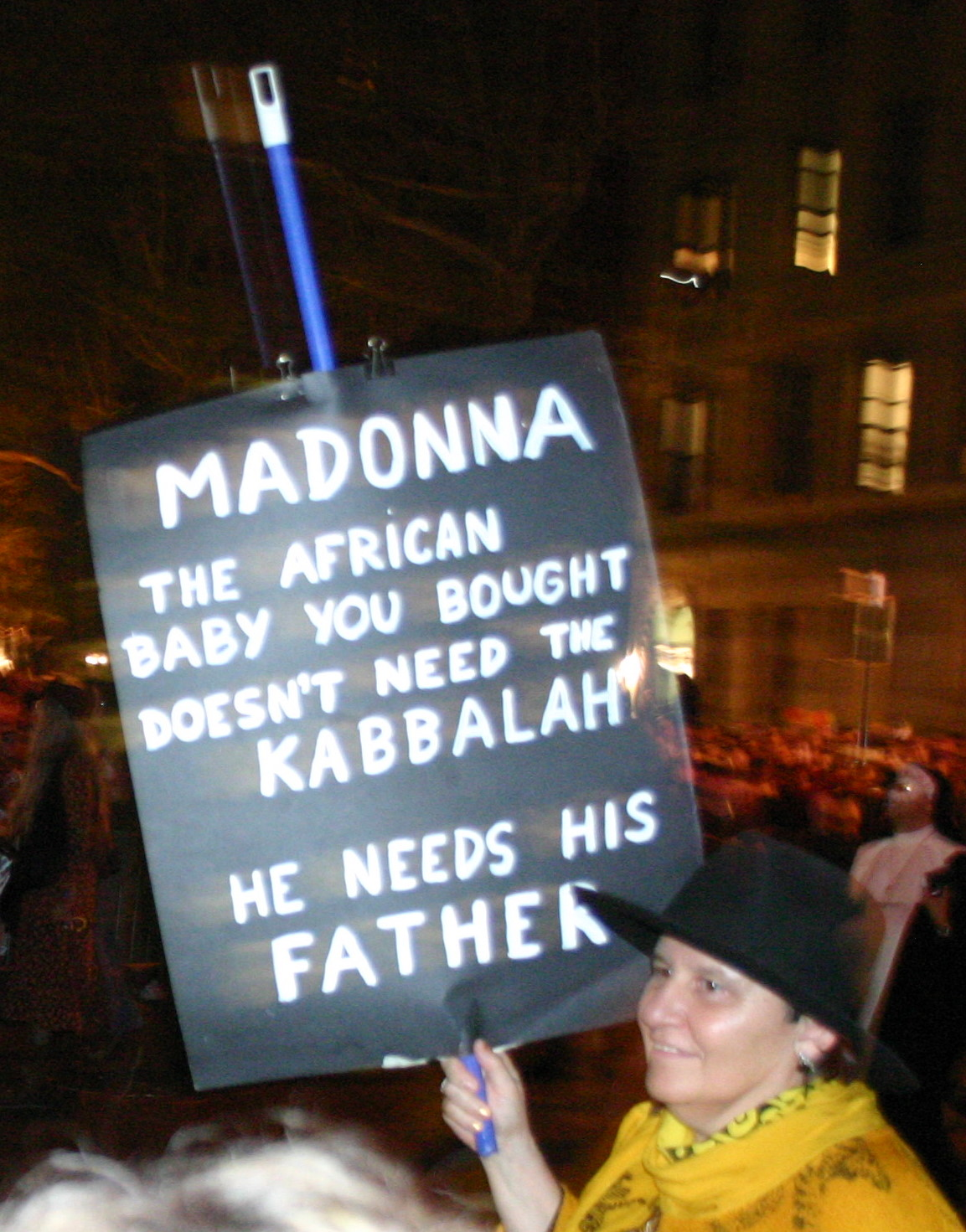
Um nova-iorquino protesta contra Madonna que adota crianças da África no Halloween.

Os professores da American Icons observaram que ela não era apenas uma figura onipresente, mas também uma figura polarizadora. Por exemplo, em 1993, ela foi o assunto do I Hate Madonna Handbook e, no ano seguinte, as inspirações de I Dream of Madonna. Lynn Spigel observou que Madonna é uma produtora de ambiguidade e abertura cultural. O rabino Isaac Karudi — a mais alta autoridade da Cabala Ortodoxa — a descreveu como um "ícone cultural depravada". Crítico social e teórico crítico, Stuart Sim observou que "Madonna agora atingiu o status de ícone cultural, ela é extremamente problemática, pois seu prazer em evocar e transgredir simultaneamente estereótipos culturais da feminilidade a torna extremamente difícil de categorizar; dependendo do ponto de vista de alguém". O crítico cultural Fausto Rivera Yánez, do El Telégrafo, disse que "Madonna rotula usurpadora, já que grande parte de sua abordagem estética e musical se baseia em imagens religiosas de culturas negras, discursos de diversidade sexual e contextos geopolíticos circunstanciais". Maureen Orth explica-lhe a contradição como um impacto cultural e social:
"A celebridade de Madonna é única, pois parece depender tanto da repugnância quanto da aceitação. Seu quadro de fama, ao contrário da maioria das outras mega-estrelas, depende muito de pessoas que gostam de odiá-la — enquanto monitoram todos os seus movimentos — e para outros que odeiam amá-la, assim como para os fãs tradicionais, talvez não seja surpreendente que mesmo os acadêmicos estejam fazendo um comércio rápido de 'Madonna-ologia'.
A crítica vencedora do Prêmio Pulitzer americano do Michiko Kakutani, do The New York Times, sentiu que Madonna é incrivelmente popular. Ou: "Claramente, Madonna não é universalmente amada". Ou: "A política das representações de sexo e gênero relacionadas à identidade não se perdeu em Madonna". Autores em Representando gênero nas culturas (2004) observaram que "Madonna tem sido constantemente negada a condição de 'real' musicista e até mesmo acusada de usar, de maneira de se apoiar em músicos da moda para atualizar seu som".
Durante sua carreira, Madonna atraiu a atenção de organizações familiares, feministas "anti-pornografia" e grupos religiosos em todo o mundo, com boicotes e protestos. O professor Bruce David Forbes, autor de Religion and Popular Culture in America (2005), considerou que "alguns dos textos mais importantes e interessantes da cultura americana recente que têm preocupações sobrepostas com as teologias da libertação são de Madonna". Karen Fredericks, do jornal socialista Green Left Weekly, questionou se o "fenômeno Madonna" promove a causa da libertação das mulheres nas sociedades ocidentais? ela disse isso claramente, não faz sentido pedir ajuda a Madonna. Ela afirmou que a artista é uma mercadoria em um mercado capitalista que foi influenciado, pelo menos até certo ponto, pelas demandas do movimento de mulheres. O sociólogo John Shepherd escreveu que as práticas culturais de Madonna destacam as tristemente continuas realidades sociais de domínio e subordinação. Em 1988, um escultor italiano planejou uma estátua da cantora em Pacentro, de onde são seus avós paternos, que disseram "Madonna é um símbolo de nossos filhos e representa um mundo melhor no ano 2000". O então prefeito da cidade declarou: "é absolutamente falso que a administração da cidade de Pacentro esteja disposta a hospedar a estátua da cantora Madonna, como alguns afirmam".
A acadêmica Audra Gaugler, da Universidade de Lehigh, defendida por Madonna, escreveu que "ela enfrentou muitas críticas ao longo de sua carreira, mas muitas delas são injustas. Em vez de as ações de Madonna suscitarem críticas, elas devem ser elogiadas porque ela tenta mudar radicalmente a sociedade, obscurecendo os limites que separam diferentes grupos de pessoas na sociedade e insta todas as pessoas a ganharem poder em suas vidas e a se afastarem de posições subordinadas. Madonna confunde os limites que existem na sociedade e separa as pessoas de duas maneiras distintas". Ela observou que existe um grande grupo de críticos que a elogiaram a princípio, mas depois desiludiram-se com ela ao se tornar cada vez mais controversa.